# Phanerotoma nigroscutis
Phanerotoma nigroscutis är en stekelart som beskrevs av Cameron 1905. Phanerotoma nigroscutis ingår i släktet Phanerotoma och familjen bracksteklar. Inga underarter finns listade i Catalogue of Life.